# Tatars baltiques
 (mai 2015).
Si vous disposez d'ouvrages ou d'articles de référence ou si vous connaissez des sites web de qualité traitant du thème abordé ici, merci de compléter l'article en donnant les références utiles à sa vérifiabilité et en les liant à la section « Notes et références ».
Les Tatars (ou Tartares) baltiques forment une minorité tatare en Lituanie où leur communauté représente environ 5 000 personnes (0,13 % de la pop.), en Estonie (2 500 personnes soit 0,2 %) et en Lettonie (3 400 soit 0,15 %). La voïvodie de Podlachie, en Pologne, comprend également quelques villages tatars (notamment Bohoniki et Kruszyniany).

## Histoire
Les Tatars lituaniens ont une histoire différente des Tatars d'Estonie et de Lettonie.

### Histoire des Tatars en Lituanie

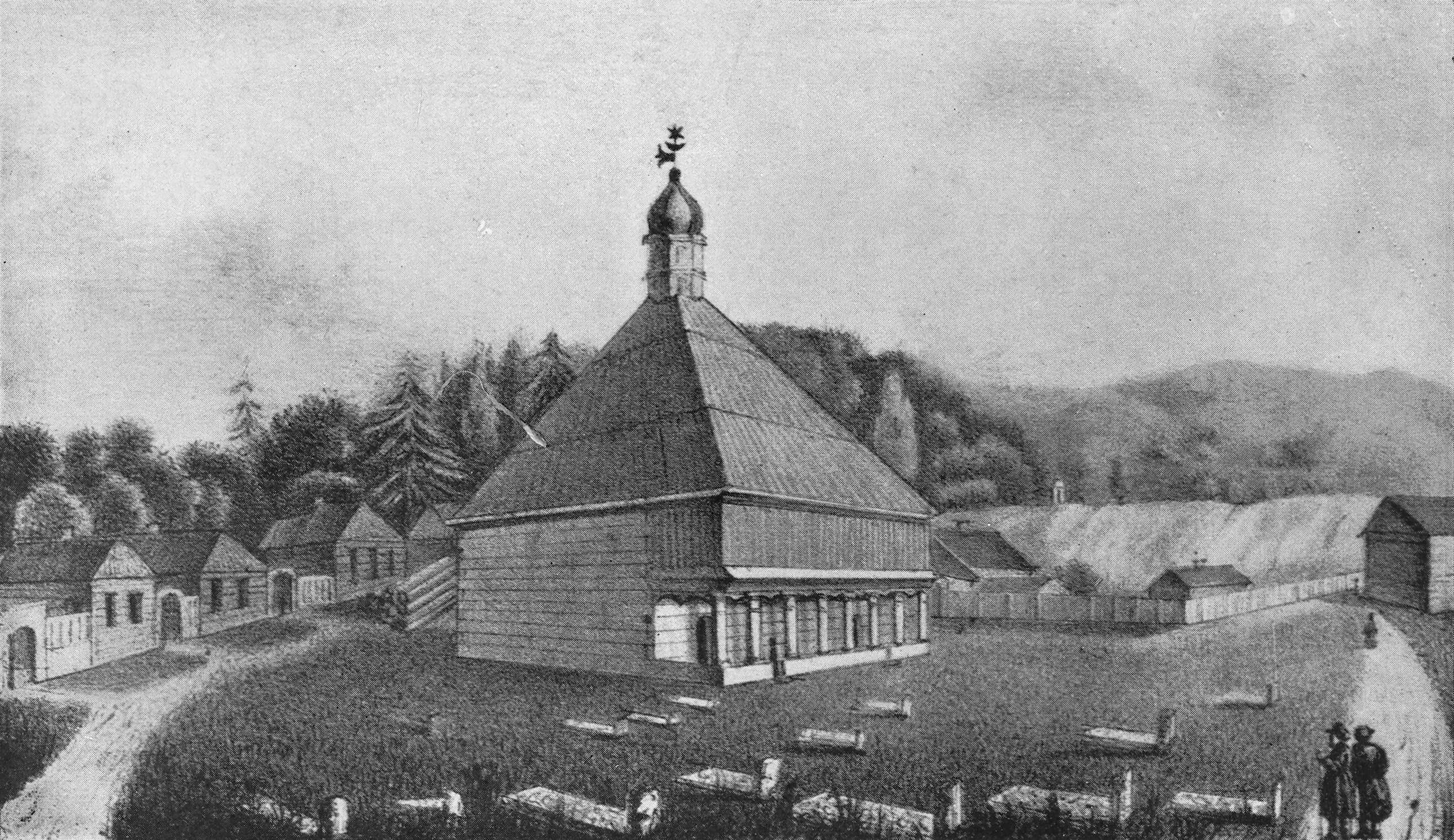
Mosquée près de Vilnius en 1830.

Les Tatars sont présents en Lituanie depuis le XIVe siècle quand Vytautas le Grand (grand-duc de Lituanie de 1392 à 1430) leur donna des lopins de terre, près de Trakai et en Biélorussie, en échange de leur participation aux campagnes militaires (ils étaient arrivés en tant qu'uhlans). Selon la légende[réf. nécessaire], il les leur donna après qu'ils eurent brillamment combattu pour le Khanat de Crimée.
Ainsi, les Tatars participèrent aux différentes campagnes de la Lituanie, dont la bataille de Grunwald (en 1410 contre les chevaliers Teutoniques), ce qui leur valut une certaine renommée. 
Le nombre de Tatars augmenta dans le grand-duché, qu'ils soient prisonniers ou réfugiés, mais ils étaient presque tous des hommes. Ainsi, dès le début, de nombreux Tatars se marièrent avec des femmes lituaniennes ou biélorusses mais un nombre important garda la religion musulmane.
Les Tatars restèrent relativement épargnés par les persécutions de l'Empire russe après l'annexion de la Lituanie à celui-ci (1795) et de nombreux Tatars devinrent des intellectuels.
En 1812, Napoléon Ier, au début de la campagne de Russie (après avoir occupé la Lituanie), créa un régiment tatar.
Une place similaire les attendait dans la Lituanie indépendante (1918-1940) mais l'occupation soviétique entraîna de nombreuses restrictions : fermetures des mosquées et interdiction de parler leur langue à l'école.
Ces interdictions ont été levées à l'indépendance du pays en 1991 à la dislocation de l'URSS.

### Histoire des Tatars de Lettonie
Au début du XIXe siècle arrivèrent les premiers Tatars en Lettonie et leur nombre augmenta avec l'arrivée de prisonniers de guerre, notamment celle de Crimée et de 1877.
Une communauté musulmane (en majorité tatare) fut reconnue en Lettonie en 1902 mais elle fut victime de la Grande Guerre (1914-1918) où s'affrontaient l'Empire de Russie et l'Empire ottoman car elle fut accusée de soutenir ces derniers. 
Aujourd'hui[Quand ?], une mosquée est en cours de construction à Riga.

## Villes à peuplement tatar
En Lituanie :

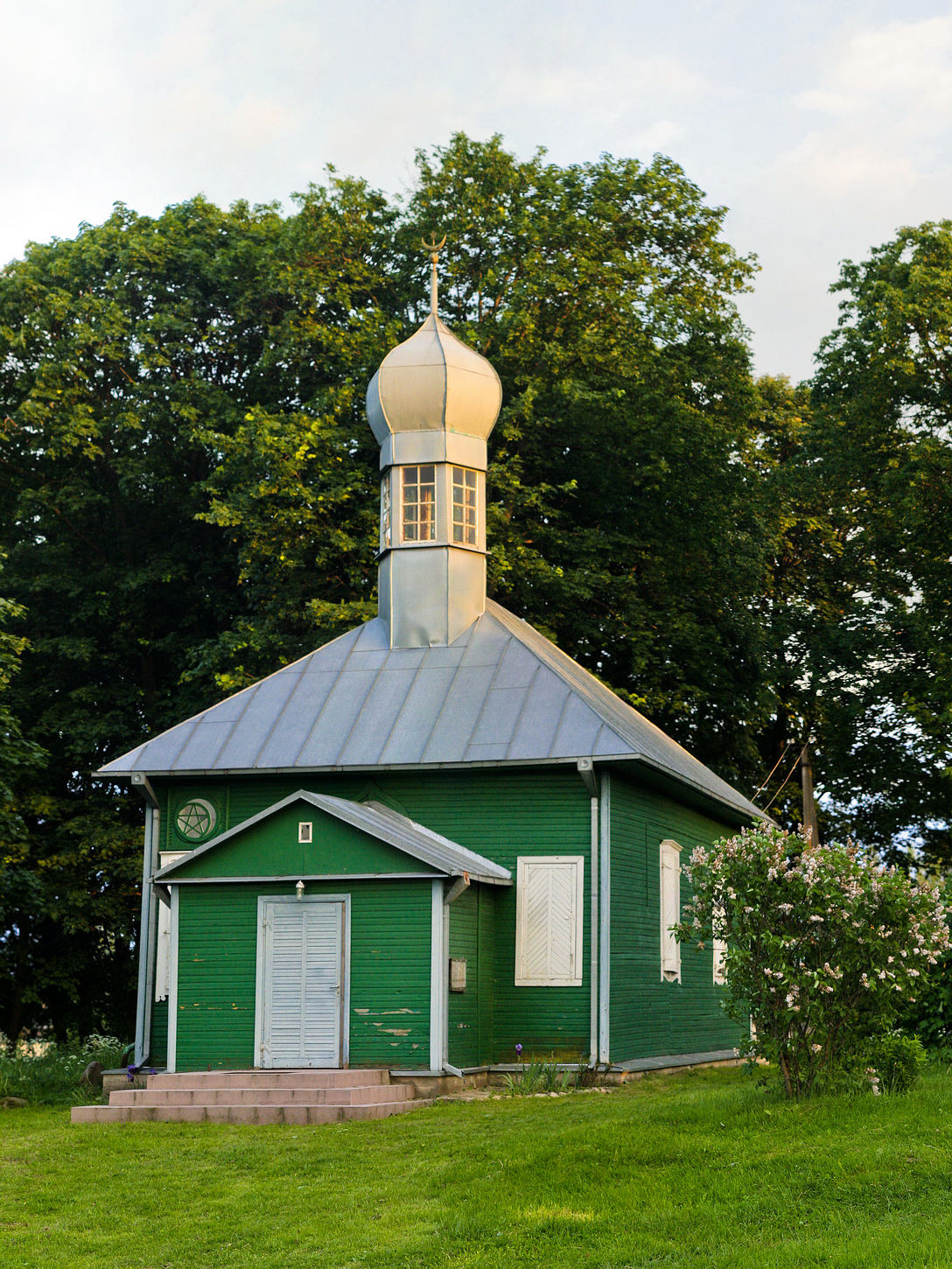
Mosquée tatar à Nemėžis

- Keturiasdešimt Totorių (130 sur 150; soit 87 %) et Nemėžis (Nemėžis), près de Trakai.
- Raižiai (près d'Alytus).
- Visaginas (1 % soit 300 personnes).

## Culture

### Langue et religion
Depuis l’indépendance des pays baltes, il y a un renouveau autour de la culture tatare (comme pour les autres minorités de cette région).
On peut noter d’importantes particularités par rapport aux autres communautés des trois pays. Les Tatars (notamment ceux de Lituanie) sont les seuls musulmans de la région, mais avec une pratique particulière en raison de leur enclavement dans des régions chrétiennes. Ainsi, les femmes ont un statut comparable à celui des femmes chrétiennes et la polygamie n'était pas pratiquée. De plus, traditionnellement, ils ne mangent pas de porc, ne boivent pas de vodka et ne fument pas de tabac. Ils ont maintenu quelques caractéristiques alimentaires propres et beaucoup de plats tatars ont été intégrés dans la cuisine lituanienne traditionnelle. Les Tatars n'ont pas différé des Lituaniens dans l’apparence vestimentaire ou dans leur architecture, mais on pouvait observer certaines particularités dans la construction des maisons. Les mosquées ont ajouté une saveur orientale aux colonies des Tatars.
Les Tatars écrivent alors leur langue avec un alphabet arabe modifié, avec des signes diacritiques.

## Personnalités
- Charles Bronson, par son père Walter Bunchinski, émigré
- Jerzy Edigey (1912–1983), écrivain polonais
- Jakub Szynkiewicz (1884–1966), mufti polonais
- Magdalena Abakanowicz (1930–2017), sculpteur et artiste textile
- Osman Achmatowicz (1899–1988), chimiste polonais
- Haroun Tazieff (1912-1998), vulcanologue